# Слобода (Свердловская область)
Слобода́ (Чусовская слобода, Уткинская слобода, Утка Государева, Коуровская слобода) — старинное село в составе муниципального округа Первоуральск Свердловской области России.

## География
Слобода расположена на берегах излучины Чусовой, при впадении в неё реки Утки, в 70 километрах к северо-западу от Екатеринбурга, в 27 километрах к западу-северо-западу от Первоуральска (по автодорогам в 34 километрах). В слободском краю река образовала петлю длиной около 5 километров с шириной перешейка около 200 метров. Река Чусовая делит Слободу на «большую слободку» (на правом берегу) и «малую слободку» (на левом берегу) — ближайший мост через реку находится в посёлке Прогрессе (в 3 километрах к юго-востоку).

## История

### Вогулы
По преданию, на вершине скалы Камня Слободский ещё до появления Слободы находилось вогульское святилище и погребения, разорённые башкирами.

### Начало Слободы. Таможенная застава и острог
Чусовская слобода — одно из древнейших селений в окрестностях Екатеринбурга.
Строительство слободы ещё в 1651 году пытались начать пришедшие из Верхотурья слободчики Афанисий (Офонька, Афонька) Иванов и Семён Васильев Гилёвы, на что было получено разрешение («слободная грамота на пустое место») верхотурского воеводы Рафа (Рафаила) Всеволжского и подьячего Алексея Маркова, чему есть документальное подтверждение — отписка верхотурского воеводы в Москву, датированная 1651 годом. Слободчикам было разрешено взять с собой крестьян (20 семей) на льготных условиях (крестьяне были освобождены от тягла на определённый срок). Вскоре слободчики предприняли попытку перевести слободу в ведомство Тобольского уезда, но верхотурские власти восстановили старые границы. Уже в следующем 1654 году из Верхотурья прислали приказчика Томило (Томилку) Нефёдьева, несмотря на то, что срок исполнения обязанностей для слободчиков ещё не закончился. Томило начал чинить притеснения крестьянам. Слободчики смогли послать челобитную на Москву. В ответ царь Алексей Михайлович издал указ, и из Казанского Приказа в Верхотурье была направлена грамота на имя нового верхотурского воеводы Ивана Савастьяновича Хитрово, в которой Томилка Нафёдьев снимался с должности, а также повелевалось вернуться на то же место на «прямой Сибирской дороге», опять набрать крестьян на льготных условиях (с освобождением от тягла на 8 лет) и вновь строить Чусовскую слободу. Слободчиком и крестьянским садчиком здесь был восстановлен Афонька Гилёв. Помимо Чусовской слободы повелевалось строить ещё одну слободу — «выше новой Чюсовской слободы за 10 вёрст с усть Черемшанки речки по Черемшанке речке вверх по обе стороны, да с верх Черемшанки речки прямо на Утку реку, да по Утке реке вниз по обе стороны до устья». Слободчиком в новую слободу был назначен Фрол Арапов. Повелевалось: «А будучи им Афонке и Фролку в тех новых слободах, делати государевы всякие дела в правду по государеву цареву и великого князя Алексея Михайловича <…> крестному целованью».
С 1659 года в Чусовской слободе была устроена таможенная застава. Слободчиком здесь в то время оставался Афонька Гилёв. Фролка же верхнюю слободу так и не построил. Он, судя по всему, занялся нелегальным прогоном скота, минуя таможню. В то время была налажена окольная дорога из Сибири по слободам через Утку и Кунгур на Каму
В Московском архиве древних актов хранится перепись 26 дворов новой слободы за 1659 год.
Едва возникнув, Чусовская слобода столкнулась и с другой угрозой — в 1662 году на неё напали башкиры вместе с несколькими ясачными вогулами и татарами с верховьев реки Сылвы (всего около 50 человек), которые видели в новом поселении явную угрозу для себя. Напав на слободу, они разогнали её жителей, а их имущество разграбили. Для защиты слобожан из Верхотурья была послана вооружённая команда. На какое-то время развитие слободы было прервано. Фролка Арапов со многими другими покинул берега Чусовой. Позднее он был назначен слободчиком (устроителем) новой Аятской слободы.
Лишь в 1674 году, уже после башкирских налётов, в Чусовской слободе был поставлен деревянный рубленый острог. Слободу обнесли деревянным тыном с двумя сторожевыми башнями. Поселение на какое-то время превратилось в крепость. Эта застава контролировала путь из района Кунгура по реке Сылве, через верховья Чусовой, далее на реку Исеть.
В 1680-х годах Чусовская слобода — это административный центр большой территории, где было 12 деревень с 75 дворами и 147 жителями; здесь имелось 13 мельниц и три кузницы.
Значение таможенного поста слобода потеряла в 20-х годах XVIII века в связи с проведением Московско-Сибирского тракта и с развитием Екатеринбурга.

### Слобожане-рудознатцы
В 1702 году приказчик Чусовской слободы Лазарь Будаков донёс верхотурскому воеводе Кузьме Козлову, что 25 декабря 1701 года в Чусовской слободе задержаны местный житель Иван Тимофеев и крестьяне-рудоискатели из Кунгурского уезда Фёдор Попов и Костка Микифоров с необычными камнями, найденными рудоискателями в бору у Волчьей горы. Эту руду доставили в Москву. Греческий мастер Вениамин Левандиан, изучив находку, вынес заключение: «Найденная руда магнитная, а серебра в ней нет».
В том же 1702 году в Уткинской слободе местный крестьянин Фёдор Росов сообщил о странных рудах в окрестностях Волчьей горы столичному сановнику думному дьяку А. А. Виниусу, который тогда возглавлял Сибирский приказ и Приказ артиллерии, а после потери русской армией большей части орудий в битве при Нарве был направлен на Урал для строительства здесь заводов. Но завод был построен не здесь, а на реке Исети в устье реки Каменки (будущий Каменск-Уральский). Лишь спустя много лет, в 1730 году Демидовы начали строительство чугуноплавильного и железоделательного завода на реке Большой Шайтанке (Нижнешайтанский, впоследствии Васильевско-Шайтанский завод, положивший историческое начало городу Первоуральску).
В том же 1702 году Кузьма Сулеев, крестьянин Уткинской слободы и Сергей Бабин, житель Арамильской слободы, открыли медное месторождение у реки Полевой (Гумёшевский рудник). Вскоре на Гумёшевский рудник приехал А. А. Виниус и взял эти земли в ведение государства.

### Уткинская казённая пристань
В 1703 году по указу Петра I в устье реки Утки начала действовать первая казённая пристань. 16 марта этого года тобольский воевода князь Черкасский отправил в Чусовскую слободу Семёна Резанова и служивого человека Ивана Станикеева вместе с 400 тобольскими крестьянами для строительства грузовых судов. В версте от села напротив устья реки Утки на правом берегу Чусовой устроили пристань и верфь. 27 апреля первый караван с продукцией Каменского казённого завода (350 пушек) был отправлен по реке. С этого времени отсюда по Чусовой, а далее по Каме и Волге в Москву и Санкт-Петербург отправлялись караваны с железом, боеприпасами, орудиями. Первоначально, впрочем, сплав осуществлялся не каждый год — первые заводы давали мало прибыли, а новых ещё не было. Жизнь в слободе закипела чуть позже, когда были построены новые заводы.
В 1721 году Чусовскую слободу посетил капитан артиллерии В. Н. Татищев, назначенный в то время командиром Уральских и Сибирских заводов. Одна из его задач состояла в том, чтобы найти новый, более лёгкий сухой путь от казённых Уктусского и Каменского заводов к Уткинской пристани. Слободские крестьяне показали Татищеву тропу, одну из тех, что издавна проторили в Сибирь беглые. Тропа шла вдоль левого берега Чусовой, потом пересекала реку и выходила на дорогу, ведущую от Полевского рудника к Уктусскому заводу. «Для облегчения провоза продукции Уктусского и Каменского заводов на Уткинскую пристань крестьянскими подводами, а казне прибыль учинить» В. Н. Татищев распорядился сделать просеку, а через болота проложить гати. Тем не менее, путь от Уктусского завода до Уткинской пристани составлял 90 вёрст. Поэтому на середине этого пути было решено поставить избы для приюта проезжих. Из Чусовской слободы сюда переселили несколько семейств из рода Колобовых и Четаевых. Так появилась деревня Подволошная.
С 1731 года караваны с Уткинской пристани стали уходить каждую весну. В середине XVIII века на реке Чусовой от Ревды до Уткинской пристани действовали четыре завода: два принадлежали Демидовым (на реках Ревде и Шайтанке), один — Строгановым (на реке Билимбпихе), один — казне (на реке Верхней Утке).
Поселение с тех пор стало называться Чусовская Уткинская слобода, или просто Уткинская слобода.
Когда в 1735 году заработал Екатеринбургский монетный двор, из Слободы стали отправлять и медную монету. Во второй половине XVIII века сюда стала свозиться в основном продукция сысертских заводов, владельцами которых были Турчаниновы, а потому и пристань в то время называлась Турчаниновской.
Зимой 1843 года на Уткинскую пристань из Барнаула прибыли особые сани со 154 лошадьми, которые везли знаменитую Большую Колыванскую вазу. Вазу погрузили на баржу для отправки в столицу. Ценный груз был доставлен в Петербург через полгода.
Последний сплав с пристани состоялся в 1918 году.

### Слобода во времяПугачёвщины
Зимой 1774 года Уткинская слобода была взята войсками пугачёвского «полковника» Ивана Белобородова.

### Слобода в XIX в. — начале XX в.
В 1801 году Чусовская слобода серьёзно пострадала от большого пожара. Сгорела «до основания» и деревянная Георгиевская церковь.
В 1831 году был освящён новый белокаменный храм Во Имя Святого Великомученика Георгия Победоносца (Георгиевская церковь).
Согласно переписи 1897 года, в Уткинском приходе (центром которого была Слобода) проживало 2092 души обоего пола. В самом селе проживало 830 душ. Это были в основном бывшие государственные крестьяне, бывшие мастеровые Уткинского завода, принадлежавшего графине Стенбок-Фермор, и бывшие мастеровые Уткинской казённой пристани. Население занималось выжигом угля для заводов, а также приисковыми работами (добывали золото и железную руду). Кроме того, в летнюю страду многие уходили на жатву в Красноуфимский уезд и в Уфимскую губернию. Сами сеяли мало, поскольку из-за холодных утренников хлеб в этих краях вымерзал.

### Слобода в советское время
В 1931 году в Слободе был образован колхоз имени газеты «Правда». В 1958 году сельхозугодья перешли совхозу (позднее — сельскохозяйственному производственному кооперативу — СХПК) «Уткинский», центральная усадьба которого находится в посёлке Новоуткинске.
В 1934 году рядом со Слободой начала действовать одна из первых на Урале турбаз. В годы Великой Отечественной войны в ней располагался госпиталь.
В 1965 году в окрестностях Слободы была создана астрономическая обсерватория Уральского государственного университета.
Георгиевская церковь в Слободе не закрывалась в течение всего советского времени, оставаясь одним из немногих действующих храмов на Урале.

## Главные достопримечательности

### Храм Во Имя Святого Великомученика Георгия Победоносца
Белокаменный храм Св. Георгия стоит на месте деревянной церкви, которая появилась здесь, скорее всего, одновременно с острогом. Первоначальная церквушка, вероятно, горела не раз. Крупный пожар 1801 года уничтожил её «до основания». Сначала прихожане хотели восстановить деревянную церковь, но епископ Пермский и Екатеринбургский Иустин (Вишневский) постановил: «Деревянной церкви по именному указу строить не позволяется. А о строении каменной, хотя и не высокой и не пространной, должно просить особливо». По причине крайней бедности прихожан, приступить к постройке каменной церкви сразу не смогли. Только в 1805 году слобожане вновь просили епископа о выдаче грамоты на заложение церкви во имя великомученика Георгия Победоносца, с приделом преподобным Зосиме и Савватию, соловецким чудотворцам. Храм был заложен в июне 1806 года. В декабре 1807 года освящён придел. Главный храм был освящён лишь в 1831 году, по благословению епископа Пермского и Екатеринбургского Мелетия. Богослужение в главном храме совершалось в тот период только летом, а в остальное время — в очень тесном приделе. Иконостас в летнем храме был двухъярусный, выкрашен белой краской, а резьба вызолочена.
Свой нынешний вид храм приобрёл к 1894 году, когда была завершена колокольня и епархиальное начальство, по просьбе прихожан, разрешило соединить аркой оба храма, а в приделе престол убрать.
В советскую эпоху храм не закрывался. Сюда на богослужения съезжались жители со всей округи, а на престольный праздник — даже из Свердловска. Впрочем, в советское время богослужения здесь совершались редко, а средств на ремонт у общины не было, поэтому церковь ветшала. В 1934 году был запрещён колокольный звон, колокола были сняты.
В 1992 году церковь была ограблена: пропали иконы XVIII и XIX веков, золотые кресты, чаши, иная церковная утварь.
Во второй половине 1990-х годов на средства благотворителей в церкви начался большой ремонт, стены и свод были украшены росписями и позолотой. В 1996 году на звонницу повесили новые колокола. Был изготовлен новый фарфоровый иконостас. Ремонт завершился в 2002 году.

### Чусовская Уткинская пристань
На территории Слободы заметны следы старинных гидротехнических сооружений: канала, пристани и затона.

### Камень Слободский
Массивные береговые утёсы из известняка с комплексом редкой скальной флоры на правом берегу реки Чусовой в черте села Слобода. Имеется две пещеры, о которых местные жители рассказывают различные истории. Статус объекта — геоморфологический и ботанический памятник природы.

### Камень Собачьи Рёбра и турбаза «Чусовая»
Береговые утёсы в виде наклонных известняковых плит расположены на левом берегу Чусовой. Объект имеет статус геоморфологического памятника природы. Рядом за селом Слобода на левом берегу реки Чусовой находится турбаза «Чусовая» (до 1987 года именовалась «Коуровской»). Это первая турбаза на Урале, переоборудованная из корпуса кожевенного завода. Первых туристов база приняла в 1934 году. В 1941—1945 годах в здании турбазы располагался госпиталь для раненых солдат. «Чусовая» является одной из самых крупных турбаз в бассейне Чусовой. Работает круглогодично.

### Камни Георгиевские
Мощная гряда известняковых скал с комплексом редкой скальной растительности на правом берегу Чусовой вблизи села Слобода. Объект имеет статус геоморфологического и ботанического памятника природы.

### Коуровская астрономическая обсерватория
В 1 километре севернее села Слобода находится Коуровская астрономическая обсерватория им. К. А. Бархатовой Уральского государственного университета / Уральского федерального университета. Она создана в 1965 году и расположена на 60-м градусе восточной долготы. Это единственная обсерватория в интервале долгот от Казани до Иркутска. Обладает высоким интеллектуальным потенциалом и развитой материальной базой. Доступна для посещения туристическими группами.

## Население
| 2002 | 2010 |
| ---- | ---- |
| 371  | ↘319 |